# 장대냉이족
장대냉이족(長---族, 학명: Stevenieae 스테베니에아이[*])은 배추과의 족이다.

## 하위 분류
- 느러진장대속(Pseudoturritis Al-Shehbaz)
- 장대냉이속(Stevenia Adams & Fisch.)
- Macropodium R.Br.
- Ptilotrichum C.A.Mey.